# Дорджи Вангмо Вангчук
Королева Дорджи Вангмо Вангчук (англ. Dorji Wangmo Wangchuck (нар. 10 червня 1955 року, Нобганг (англ. Nobgang Дзонгхаг Пунакха, Бутан ) - одна з чотирьох дружин четвертого короля Бутану Джігме Синг'є Вангчука, що правив до свого зречення в 2006 році.
Дорджи Вангмо - друга дочка в сім'ї Яб Угьен Дорджи (англ. Dasho Yab Ugyen Dorji), нащадка розуму й мови реінкарнації засновника Бутану Шабдрунга Нгаванга Намг'яла, і Юм Зуджі Зам (англ. Yum Thuiji Zam). У сім'ї було ще 4 сестри і 2 брата. Четверо сестер (крім старшої), включаючи і Дорджи Вангмо, вийшли заміж за Джігме Синг'є Вангчука в 1979 році. 
Дорджи Вангмо здобула освіту в окрузі Дарджилінг Західної Бенгалії в Індії.
Дорджи Вангмо Вангчук створила і очолює Фонд Tarayana, який забезпечує медичною, освітньою та соціальною підтримкою населення і громади в найвіддаленіших районах Бутану.  Її Величність пише книги, є автором книг «Скарби громового дракона: Портрет Бутану» (англ. Treasures of the Thunder Dragon: A Portrait of BhutanTreasures of the Thunder Dragon: A Portrait of Bhutan), «Райдуги і хмари: Життя Яб Уг'єн Дорджи, розказана його дочкою» . Її величність є президентом Коледжу Шерубце. 
Інші три дружини короля Джігме Синг'є є сестрами Дорджи Вангмо:
- Королева Церінг Пем Вангчук
- Королева Церінг Янгдон Вангчук - мати нинішнього короля Джігме Кхесара Намг'яла Вангчука
- Королева Сангай Чоден Вангчук

Дорджи Вангмо має двох дітей:
- Принцеса Сонам Дечен Вангчук (народ. 5 серпня 1981 року )
- Принц Джіг'ел Уг'ен Вангчук (народ. 6 липня 1984 року )

Брат королеви Сангай Нгедуп є видатним політичним діячем Бутану, займав значні пости в уряді.